# Graeme Fish
Graeme Fish (* 23. August 1997 in Moose Jaw, Saskatchewan) ist ein kanadischer Eisschnellläufer, der sich auf die Langstrecken spezialisiert hat.

## Werdegang
Fish trat international erstmals bei den Juniorenweltmeisterschaften 2017 in Helsinki in Erscheinung. Dort holte er über 5000 m und im Massenstart jeweils die Bronzemedaille. Sein Debüt im Weltcup hatte er im November 2017 in Stavanger, das er auf dem 14. Platz über 10.000 m in der B-Gruppe beendete. Bei den Einzelstreckenweltmeisterschaften 2019 in Inzell errang er den 14. Platz über 5000 m und den siebten Platz über 10.000 m. In der Saison 2019/20 erreichte er in Nur-Sultan mit dem dritten Platz über 10.000 m und den zweiten Rang in der Teamverfolgung und in Calgary mit dem dritten Platz über 5000 m seine ersten Podestplatzierungen im Weltcup. Bei den Einzelstreckenweltmeisterschaften 2020 in Salt Lake City gewann er die Bronzemedaille über 5000 m und die Goldmedaille über 10.000 m.
Bei kanadischen Meisterschaften siegte er 2019 über 1500 m und 2020 über 5000 m.

## Persönliche Bestzeiten
- 500 m: 38,33 s (aufgestellt am 10. Februar 2017 in Calgary)
- 1000 m: 1:13,73 min (aufgestellt am 27. November 2016 in Calgary)
- 1500 m: 1:49,70 min (aufgestellt am 3. Januar 2020 in Calgary)
- 3000 m: 3:44,44 min (aufgestellt am 28. Dezember 2019 in Calgary)
- 5000 m: 6:06,32 min (aufgestellt am 13. Februar 2020 in Salt Lake City)
- 10.000 m: 12:33,86 min (aufgestellt am 14. Februar 2020 in Salt Lake City)